# Жан-Батист Лемуан
Жан-Батист Лемуан (фр. Jean-Baptiste Lemoyne; 15 лютого 1704, Париж, Французьке королівство — 25 травня 1778, Париж, Французьке королівство) — французький скульптор XVIII століття, автор творів у стилі рококо і в неокласичному стилі. Він зробив монументальні статуї для Версальських садів, найбільш відомий портретними бюстами.

## Біографія
Жан-Батист Лемуан народився в Парижі в 1704 роців родині скульптора, який і був першим вчителем. Згодом Жан-Батист став учнем іншого видатного скульптора, Роберта Ле Лоререна. Його іноді називають Жаном-Батистом II Лемуаном або «молодшим», щоб відрізнити його від свого дядька, скульптора з таким же іменем, Жана-Батиста Лемуана Старшого.
Лемуан отримав нагороду Риму, присуджену Академічним королівським мистецтвом та скульптурою, але залишився в Парижі, щоб допомогти своєму сліпому батькові. Він став членом Академії в 1838 році, а згодом і директоромВін підготувавскульптури для Версальських садів, був улюбленцем мадам де Помпадур, коханкою короля і покровителькою мистецтв. Він зробив витончену скульптуру в стилі рококо Вертумна і Помоне, двох персонажів з Метаморфоз Овідія. Наразі скульптура знаходиться в Луврі. Жан-Батист Лемуан створив скульптуру мадам Помпадур в костюмі німфи. Він також автор бюстів Людовіка XV та статуї короля для внутрішнього дворикаї Еколь Мілітаре.
Лемуан особливо відомий якістю портретних бюстів, які фіксували відтінки виразу та надавали відчуття руху. Він створив бюсти Рене Антуан Фершо де Реумюр (1751); живописця Ноель-Ніколя Койпель (1760); вченого Фонтенеля ; Мадам де Помпадур; та Марії-Антуанетти у 1771 році. Він вважається найбільш досвідченим серед французьких скульпторів у стилі рококо.
Серед учнів Лемуана були Етьєн Моріс Фальконе Жан-Батіст Пігаль та Августин Пажу.

## Скульптура

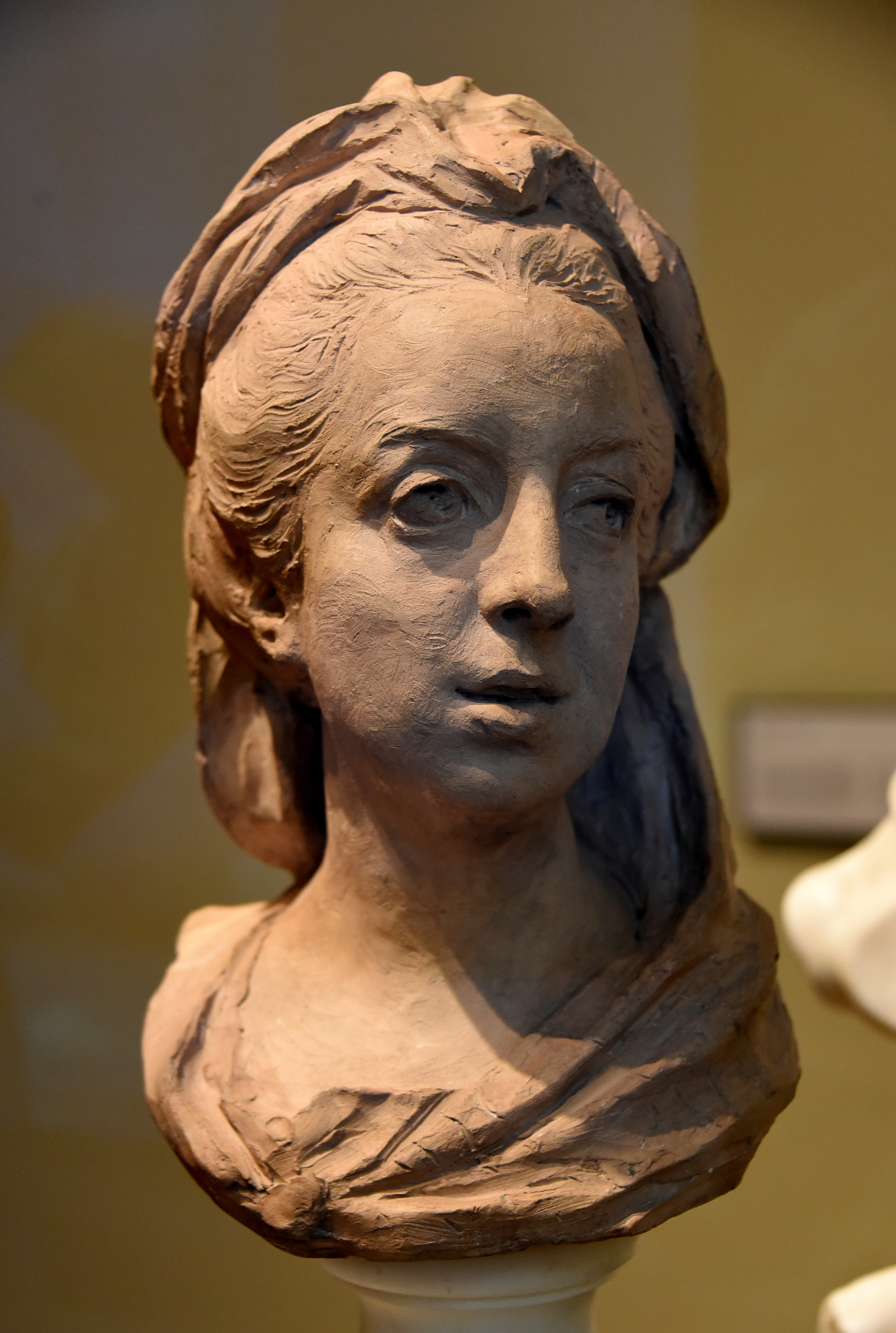
Comtesse de Feuquieres Жана Батиста Лемуана. Теракота, близько 1738 р. Н. Е. З Парижа, Франція. Музей Вікторії та Альберта, Лондон
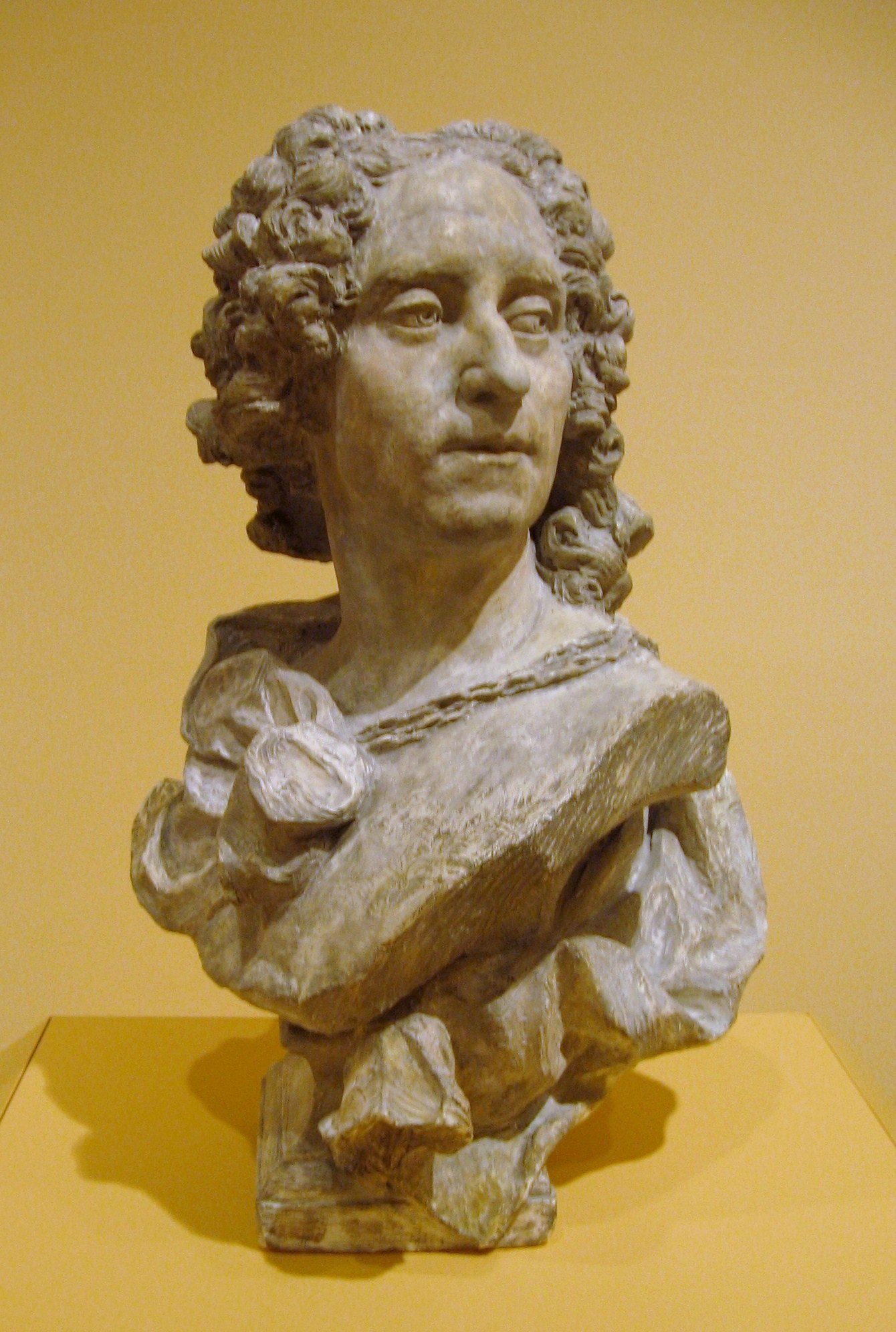
Гіпсовий бюст його друга Ноеля-Ніколаса Койпеля, 1730 р. (Музей мистецтв Снайта)
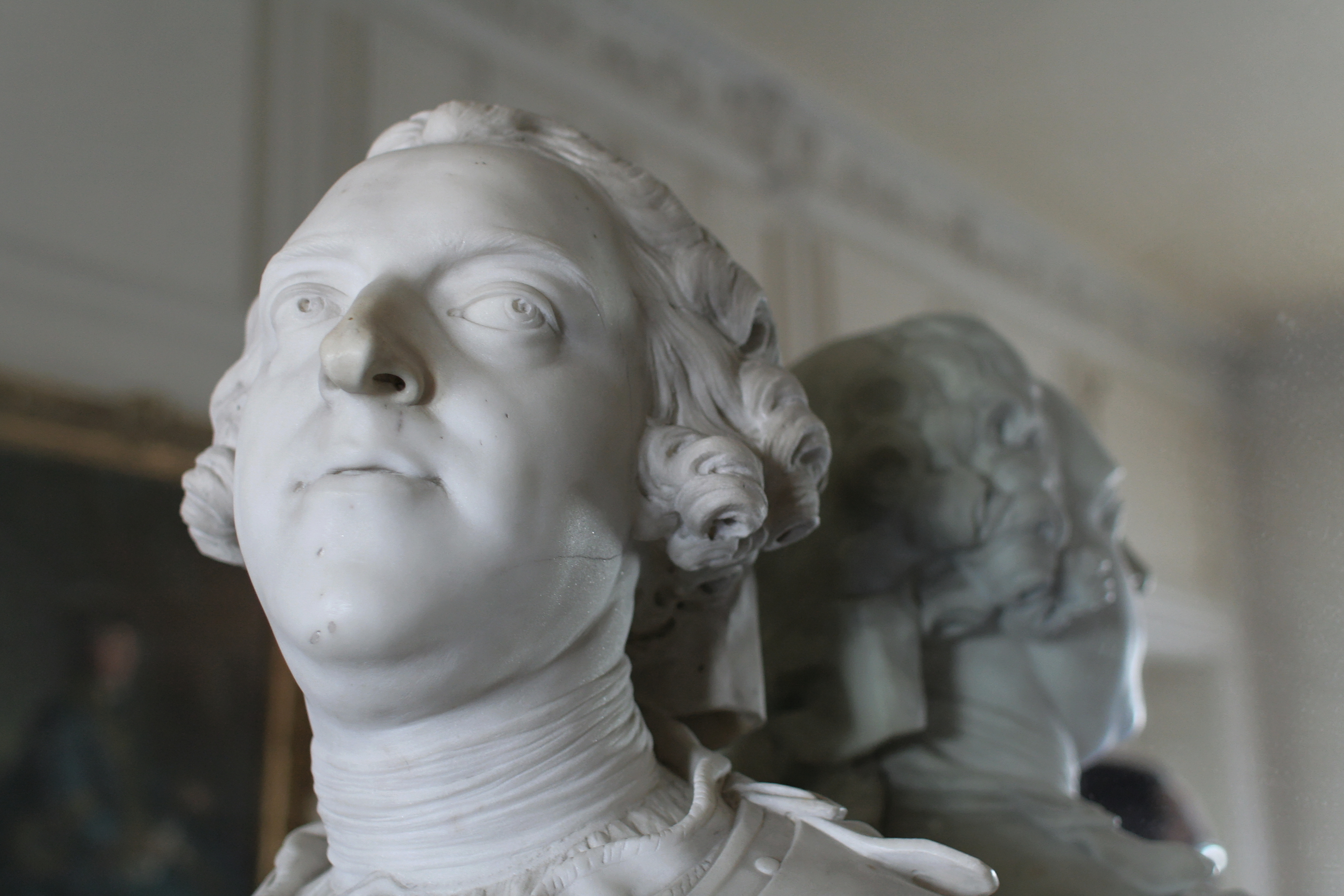
Людовик XV (1749), Версальський палац
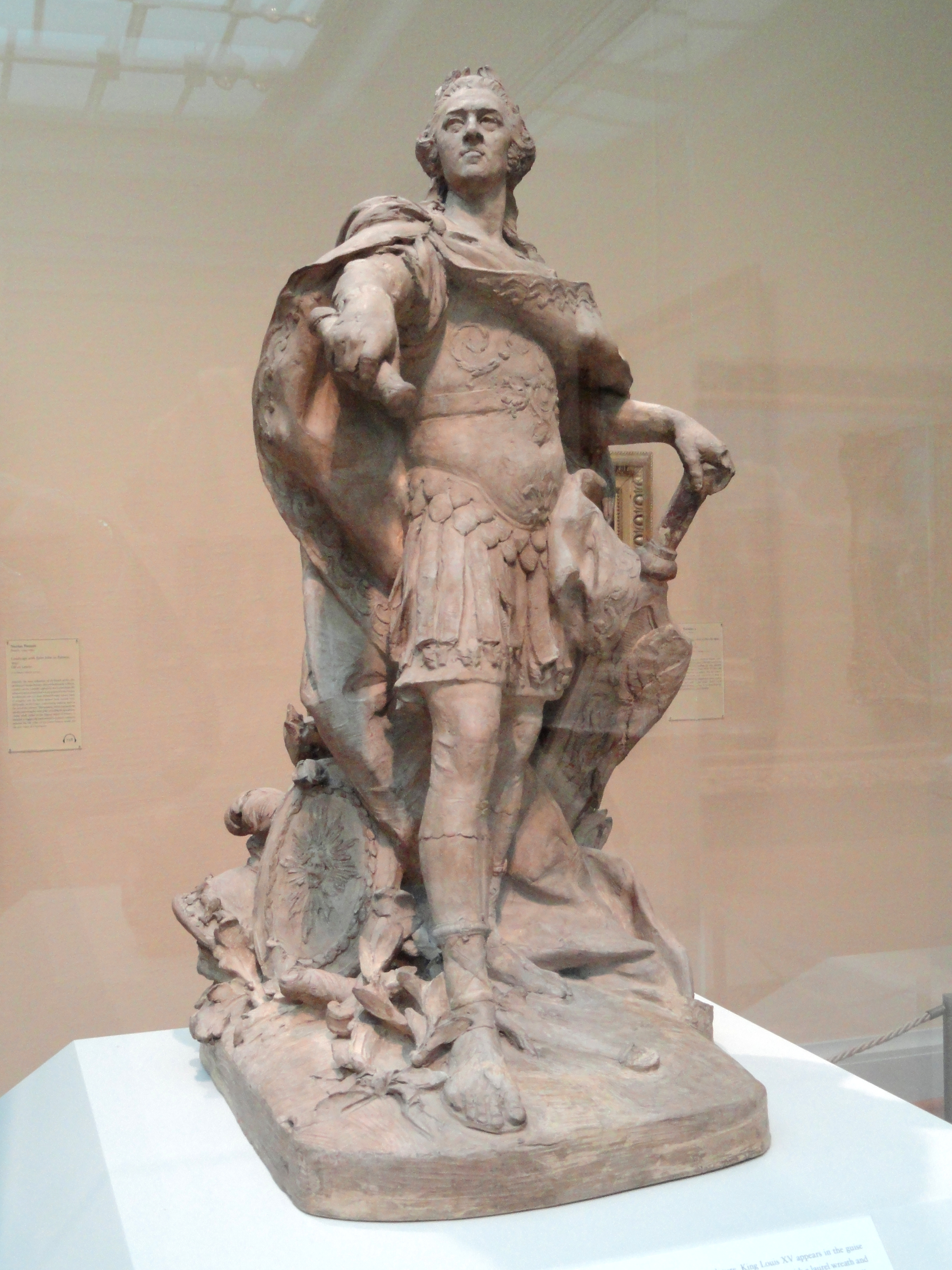
Макет пам’ятника Людовіку XV у Ренні (1746–48), Чиказький художній інститут
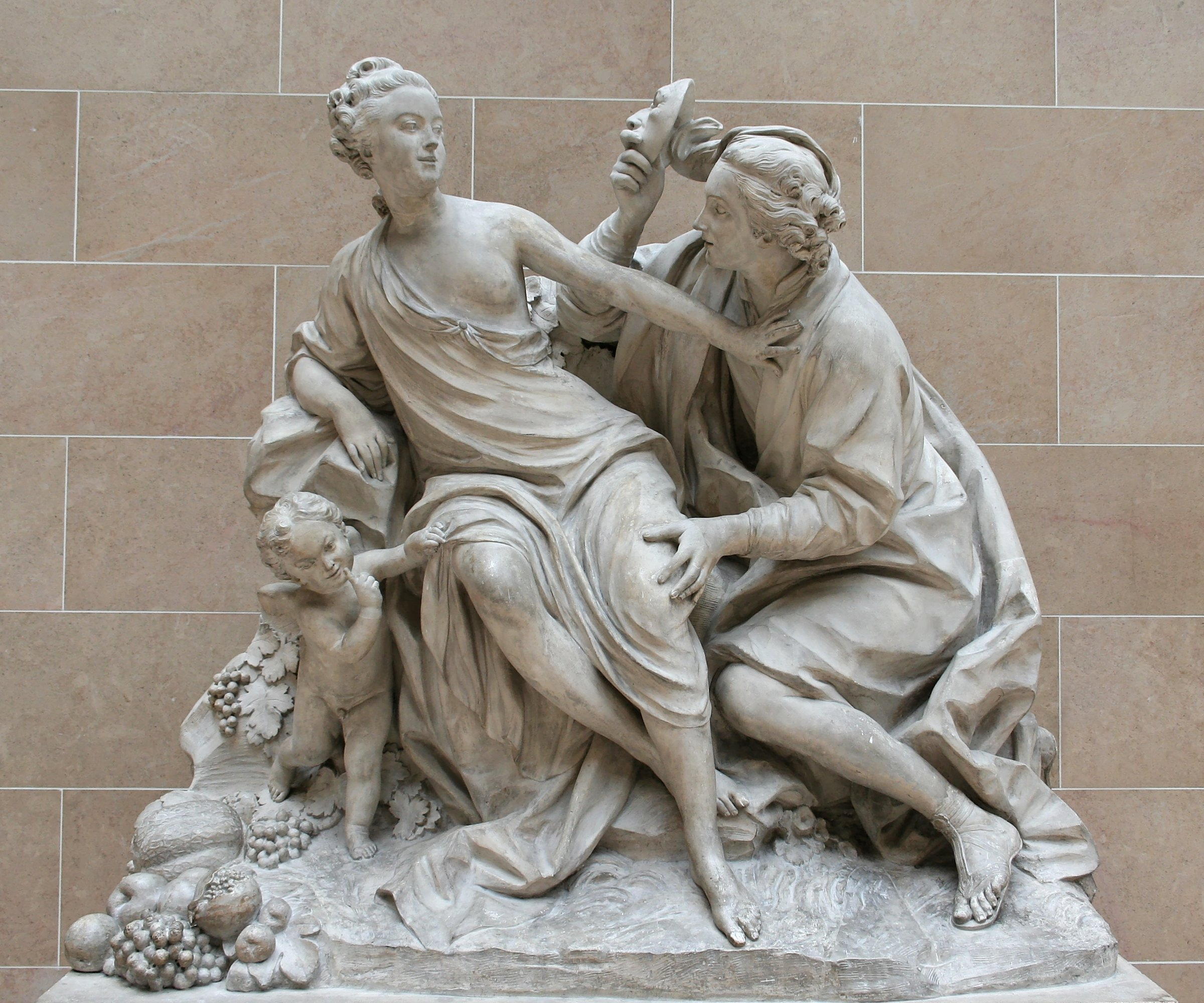
Вертум і Помона, 1760 (Лувр)
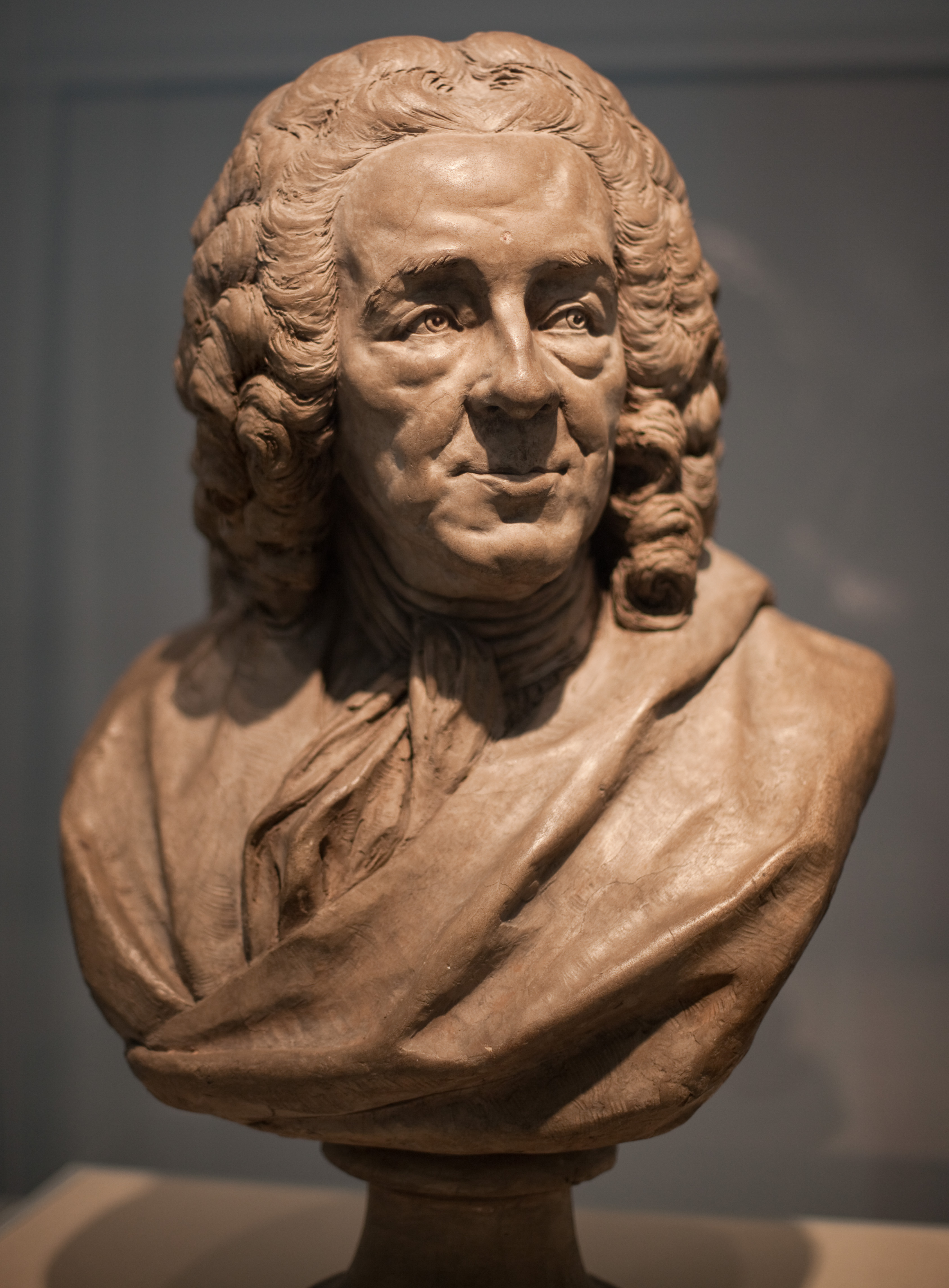
Есеїст і вчений Бернар Ле Бов'є де Фонтенель (1749) Музей мистецтв Карнегі
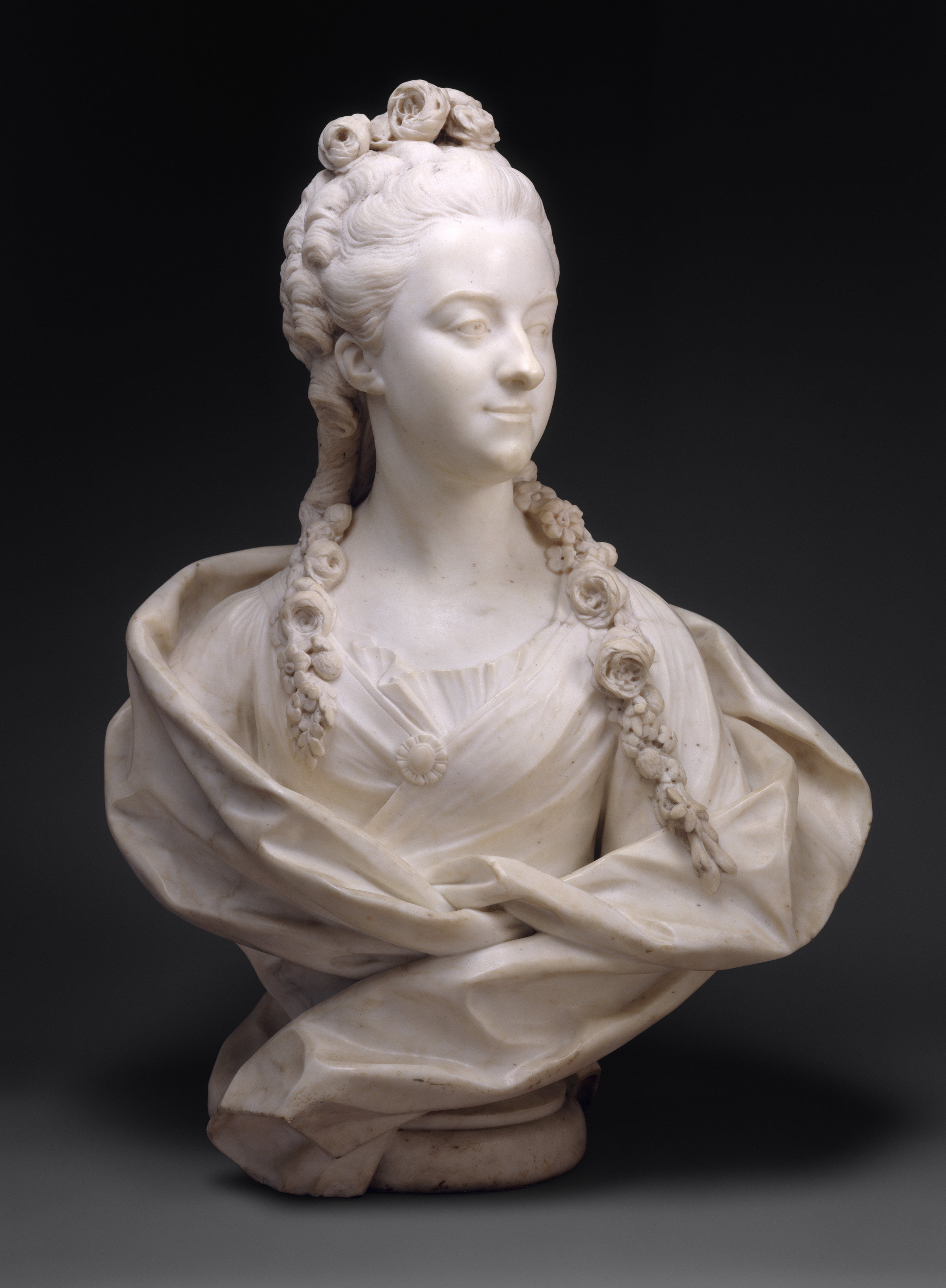
Женев'єв-Франсуаза Рендон де Мальбоас'єр (1768), Музей мистецтв Метрополітен
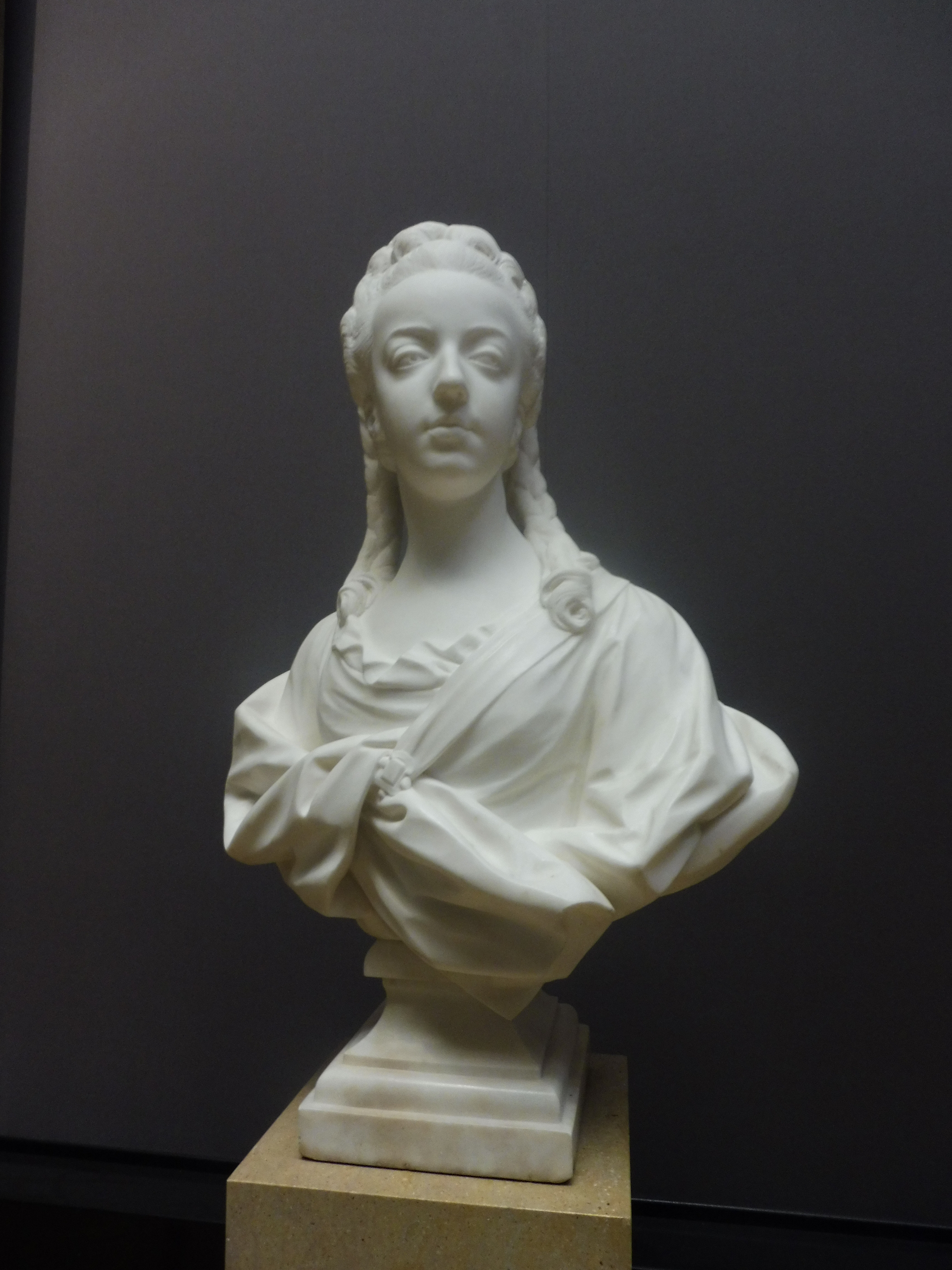
Марія-Антуанетта (1771) (Відень)
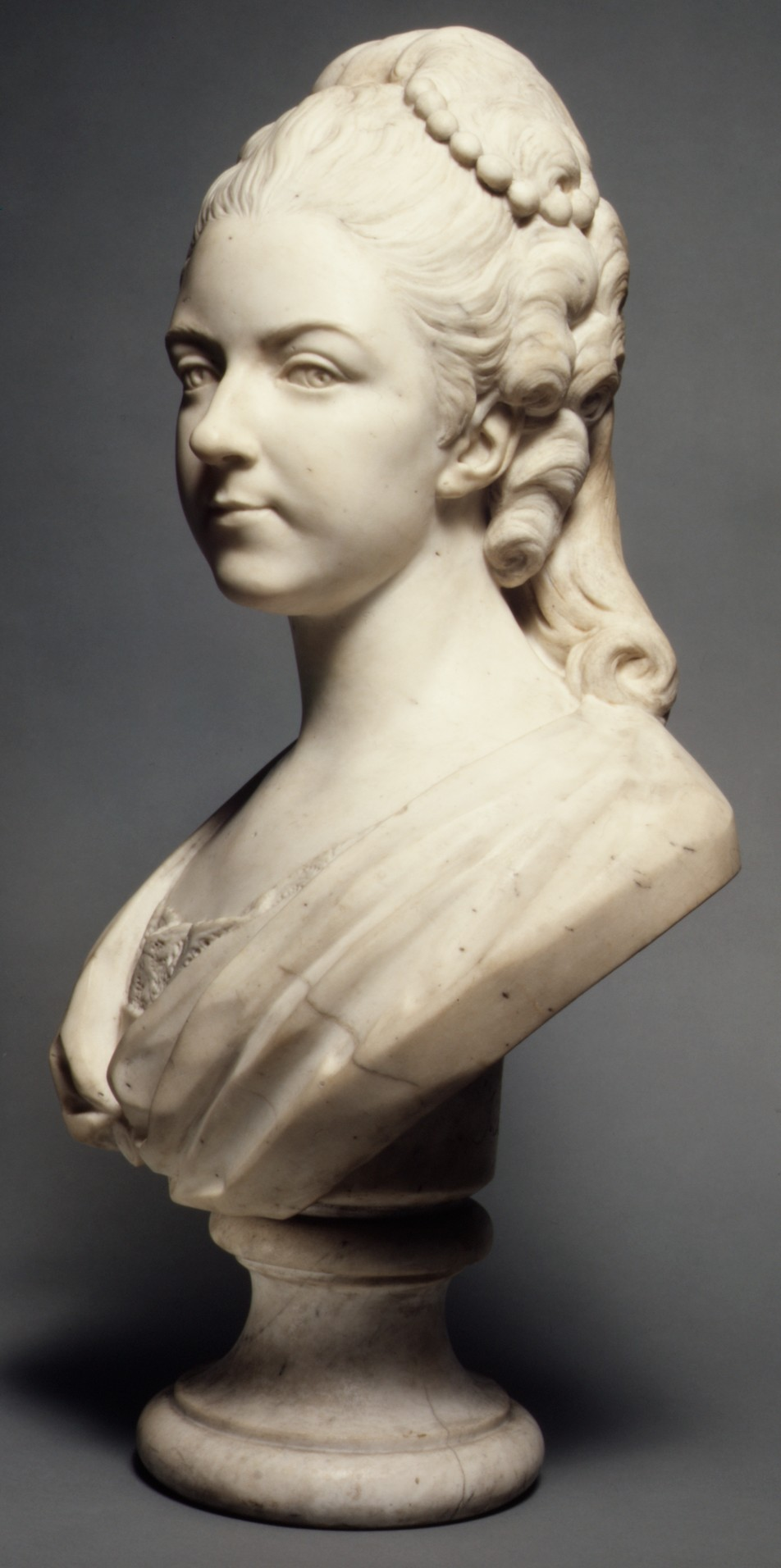
Герцогиня де Ла Рошфуко (1774), Музей мистецтв Метрополітен